# Lennox Castle

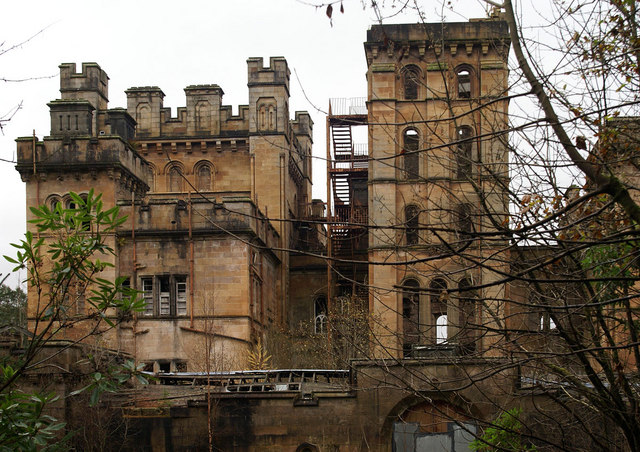
Lennox Castle

Lennox Castle ist eine Schlossruine unweit der schottischen Stadt Lennoxtown in East Dunbartonshire. Das Bauwerk liegt auf einem weitläufigen Grundstück mit zahlreichen Außengebäuden westlich der Ortschaft. 1973 wurde Lennox Castle in die schottischen Denkmallisten in der höchsten Kategorie A aufgenommen.

## Geschichte
Mitglieder des Clans Kincaid of that Ilk erbauten im heutigen Milton of Campsie in den 1810er Jahren ihren Stammsitz Kincaid House. Der Nachfahre John Lennox Kincaid ließ ab 1837 wenige Kilometer westlich am Fuß der Campsie Fells Lennox Castle errichten. Als Architekt war David Hamilton für die Planung verantwortlich. Lennox Castle wurde schließlich 1841 fertiggestellt. Unter anderem lebte der Unterhausabgeordnete Charles Bateman-Hanbury-Kincaid-Lennox auf dem Anwesen. Er heiratete 1861 die Erbin von Lennox Castle und nahm ihren Namen an.
1927 erwarb die Glasgow Corporation für 25.000 £ das 494 Hektar umfassende Anwesen, um dort eine psychiatrische Klinik zu betreiben. Neue Gebäude zur Unterbringungen von je 600 männlichen und weiblichen Patienten wurden hinzugefügt. Außerdem entstand ein Verwaltungsgebäude, während in Lennox Castle selbst das Personal untergebracht war. Weitere 40 Häuser wurden zur Unterbringung von Familien der Belegschaft errichtet. Offiziell wurde die Einrichtung im September 1936 eröffnet. Zu Beginn des Zweiten Weltkriegs wurde auf dem  Gelände von Lennox Castle zusätzlich ein Militärhospital eingerichtet. 1941 kam eine Entbindungsstation hinzu, welche 1964 wieder schloss. Ihre höchste Auslastung erreichte die Klinik mit 1620 Patienten in den 1970er Jahren. 1987 erfolgte die Schließung des Schwesternwohnheims. Die Klinik selbst wurde schrittweise zwischen 1990 und 2002 abgewickelt. Alle zusätzlich errichteten Gebäude wurden abgerissen. 2006 etablierte der Fußballverein Celtic Glasgow ein Trainingsgelände auf dem Anwesen.

## Zustand
Seit Auflösung des Schwesternwohnheims, welches in Lennox Castle untergebracht war, verschlechterte sich der Zustand des Gebäudes zusehends. Einige Jahre später wurde es in das Verzeichnis gefährdeter denkmalgeschützter Bauwerke in Schottland aufgenommen. Bei einer Begehung im Jahre 1992 waren die Fenster im Erdgeschoss vernagelt. Trotzdem wurde von Vandalismus berichtet. Die Bausubstanz wurde jedoch insgesamt als gut eingestuft. Die Ostfassade wies einen diagonalen Riss auf, der auf Bewegungen infolge faulender Balken hindeuten könnte. Auf Grund eines schadhaften Dachs, zog insbesondere im Obergeschoss Wasser in das Mauerwerk. Zur Sicherung wurden die Zimmerdecken bereits abgestützt. Das Interieur war teilweise beschädigt, jedoch insgesamt in gutem Zustand. 1993 erwarb die Western Properties Company das Anwesen für 160.000 £. Der folgende Antrag auf Umnutzung zur Einrichtung von 47 Wohnungen wurde abgelehnt. Bis 1998 hatte sich der Zustand deutlich verschlechtert. Das Schloss war unbedacht und zahlreiche Scheiben eingeworfen. Die Restaurierungskosten wurden auf 240.000 £ geschätzt. 2001 war der Großteil der Böden eingestürzt. Sechs Jahre später war Lennox Castle bereits eine vollständige Ruine. Mit Ausnahme der aufwendig gestalteten Eingangshalle, war der Großteil des Innenraums zerstört. Ferner wurden Graffiti berichtet. 2008 brannte die Ruine aus. In den folgenden Jahren stürzten weitere Teile des Gebäudes ein. Heute ist Lennox Castle als Ruine der höchsten Gefährdungsstufe eingestuft.